# L'ultimo orizzonte (romanzo)
 L'ultimo orizzonte (The Touch) è un romanzo di Colleen McCullough, pubblicato presso la SIMON & SCHUSTER, Inc. nel 2003. È stato tradotto in 22 lingue. In Italia è uscito nel 2004, nella traduzione di Valeria Pazzi.

## Edizioni
- Colleen McCullough, L'ultimo orizzonte, traduzione di V. Pazzi, Scala stranieri, Rizzoli, 2004,  p. 543, ISBN 9788817003803.